# Dienerita
La dienerita és un mineral de la sulfurs. Rep el nom en honor de Karl Diener (Viena, 11 de desembre de 1862 - 6 de gener de 1928), geòleg, paleontòleg i professor austríac a la Universitat de Viena.

## Característiques
La dienerita és un arsenur de fórmula química Ni₃As. Originalment es tractava d'un mineral aprovat pre-IMA, que va ser desacreditat posteriorment, i que l'any 2019 va ser revalidat. Cristal·litza en el sistema isomètric.

## Formació i jaciments
Va ser descrita per primera vegada a Radstadt, a Sankt Johann im Pongau (Salzburg, Àustria). També ha estat trobada a Grècia, el Kazakhstan, Rússia, els Estats Units i el Brasil.